# USS Virginia (BB-13)
USS Virginia (BB-13) byl predreadnought Námořnictva Spojených států amerických, který byl pojmenován podle amerického států Virginie. Jednalo se o vedoucí jednotku třídy Virginia.

## Stavba

USS Virginia vyplouvající z přístavu

21. května 1902 byl v americké loděnici Newport News Shipbuilding založen kýl lodi. Roku 1904 byla Virginia spuštěna na vodu a dne 7. května 1906 byla uvedena do služby. Prvním velitelem lodi se stal Seaton Schroeder.

## Technické specifikace
Virginia na délku měřila 134 m a na šířku 23 m. Ponor lodi byl 7 m a Virginia při maximálním výtlaku dokázala vytlačit přes 16 000 t vody. O pohon se staralo dvacet čtyři uhelných kotlů Niclausse, které dosahovaly výkonu 19 000 koní. Posádku tvořilo něco kolem 800 důstojníků a námořníků a loď byla schopna plout rychlostí 35 km/h.

## Výzbroj
Primární výzbroj tvořily dvě dvojhlavňové střelecké věže s 305mm děly. Sekundární výzbroj lodě tvořily čtyři dvojité střelecké věže s 203mm děly. Dále byla Virginia vyzbrojena dvanácti 152mm kanóny, dvanácti 76mm kanóny, dvanácti 47mm kanóny QF 3-pounder a čtyřmi torpédomety pro 533mm torpéda.